# Isole Vergini Americane ai Giochi della XX Olimpiade
Le Isole Vergini Americane parteciparono ai Giochi della XX Olimpiade che si sono svolti a Monaco di Baviera dal 26 agosto all'11 settembre 1972, con una delegazione di sedici atleti impegnati in quattro discipline, per un totale di nove competizioni. Portabandiera fu il pugile William Peets. Fu la seconda partecipazione di questo paese ai Giochi estivi. Non fu conquistata nessuna medaglia.